# Ana Romero
Ana Romero (Sevilla, 14 juni 1987) is een Spaans voetbalster die uitkwam voor Real Betis. Eerder speelde ze voor de Spaanse clubs Valencia, FC Barcelona en RCD Espanyol. Ze speelde ook voor Ajax. In 2004 werd ze Europees Kampioen U19 met het team van Spanje. Ook kwam ze uit voor het Spaanse nationale vrouwenelftal.

## Persoonlijk
Romero is chirurg in opleiding. Ze is getrouwd met voetbalster Merel van Dongen, met wie ze een kind heeft.